# ARaymond
 (février 2023).
 (juillet 2018).
ARaymond est une société industrielle française en commandite simple à dimension internationale, créée en 1865, qui fabrique et propose des produits pour la fixation dans les domaines de l'automobile, la santé, l'agriculture, les énergies renouvelables et l'industrie. Presque tous les constructeurs automobiles internationaux sont ses clients. Son siège social se situe à Grenoble dans l'Isère.
ARaymond Network est spécialisé en assemblage par clippage et collage et connectique des fluides.
Plus de 7 000 personnes travaillent pour ARaymond, qui a acheté en 2009 la société concurrente américaine Tinnerman.

## Historique
En 1865, Grenoble est la capitale mondiale de la ganterie. La manchette des gants de femme est alors fermée par une série de boutons. La fabrication des boutonnières et la pose des boutons nécessite un pénible effort au stade de la production. Les industriels du secteur sont à la recherche d'un procédé permettant de remplacer avantageusement ce système. 

### De «Raymond, Allègre et Guttin» à «Manufacture A.Raymond»
Trois hommes, Albert-Pierre Raymond (mécanicien né en 1840), Benoît Allègre (graveur) et Alexandre Guttin (doreur), s'associent afin de produire des boutons et chercher une solution à ce problème. Albert-Pierre Raymond dépose en 1865 un premier brevet d'invention concernant une agrafe à diamant, encore appelée agrafe en « T ».
En novembre 1866, les trois hommes formalisent leur association par un contrat de société. Les établissements « Raymond, Allègre et Guttin » se situent alors rue de Bonne à Grenoble. Rapidement, l'entreprise déménage au 18, rue Chenoise, toujours à Grenoble. 
En juin 1868 Benoît Allègre quitte la société, qui dépose alors la marque de fabrique RG pour « Raymond & Guttin », toujours en vigueur sur les produits ARaymond.
En 1872, est déposé le brevet d'invention du crochet à hélice, auto-perceur. Utilisé en particulier pour les chaussures lacées, c'est un succès. Par cette invention, l'entreprise assoit sa réputation auprès des industriels de la ganterie, mais également de ceux du textile, de la maroquinerie et de la sellerie.

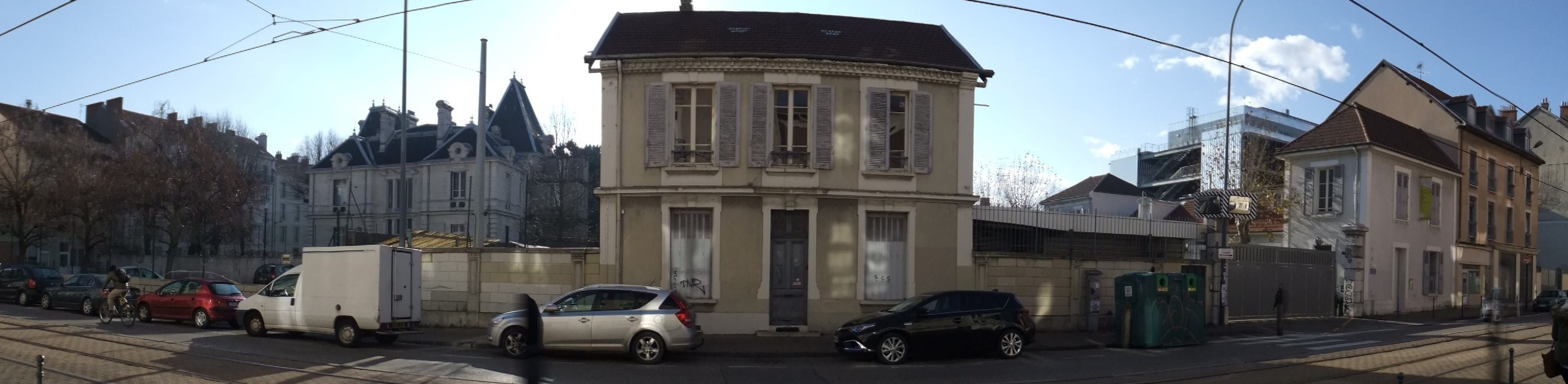
Site historique, cours Berriat.

En 1875, la société rachète un vaste entrepôt artisanal au 113, cours Berriat à Grenoble, afin de répondre à son succès commercial. Fortune faite, Albert Raymond fera construire en 1889 la demeure familiale (où est installé depuis le siège social). Les services administratifs s'y trouvent toujours, mais la production est, depuis 2014, entièrement transférée à Saint-Égrève.
En 1879, l'entreprise Raymond & Guttin prend la forme d'une société en commandite simple.
En 1886, Albert-Pierre Raymond invente le « bouton-fermoir à ressort », un bouton-pression à riveter qui conserve l'aspect d'un bouton traditionnel mais est plus pratique que le bouton à coudre et la boutonnière. À cette occasion, la société décide de protéger la création dont elle pressent tout le potentiel dans nombre de pays industrialisés, notamment le Commonwealth britannique, les États-Unis d'Amérique, l'Allemagne et l'Italie. Le succès est effectivement immédiat. L'entreprise fabrique également les outils nécessaires au rivetage des boutons-pression. Elle complète sa production de machines destinées à la fabrication des gants, les balanciers manuels, les presses à balancier et les « mains de fer » selon la technique élaborée par Xavier Jouvin.
Alexandre Guttin quitte la société en cédant ses parts à Albert-Pierre Raymond en 1890. La société devient la Manufacture A.Raymond, entreprise désormais uniquement familiale, avec la marque de fabrique « AR ». De là vient la tradition de donner aux descendants un prénom commençant par la lettre « A », comme l'illustre ancêtre.

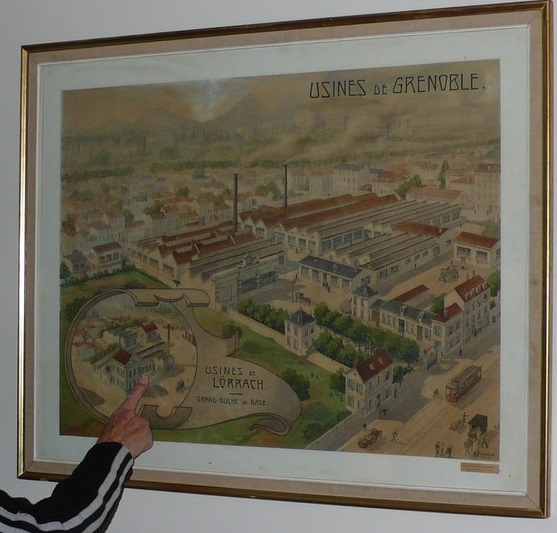
Gravure (vers 1900) montrant l'usine grenobloise et dans un encart en bas à gauche l'usine allemande.

Les caractéristiques de la société sont alors bien établies : volonté d'apporter des solutions de fixation nouvelles aux autres industriels par une politique d'innovation remarquable pour l'époque. La poursuite de cette politique suppose une protection des innovations par brevets. Or le droit allemand des brevets impose aux détenteurs de fabriquer leur invention en Allemagne afin d'être protégés. Cela incite la société à ouvrir sa première succursale à Lörrach en 1898. Achille Raymond (le fils) est chargé de l’implantation du site avec Louis Molinard, un collaborateur qui le dirigera jusqu'en 1914. La société a breveté une grande variété de boutons-pression, en particulier les boutons-pression à figurines en ivoire végétal (Grand Prix de Paris à l’Exposition Universelle de 1900). En 1909, l'invention du tourniquet à ressort est un succès mondial. À la même époque A.Raymond fait une première incursion dans l'industrie automobile avec les fermoirs pour la carrosserie et la sellerie.

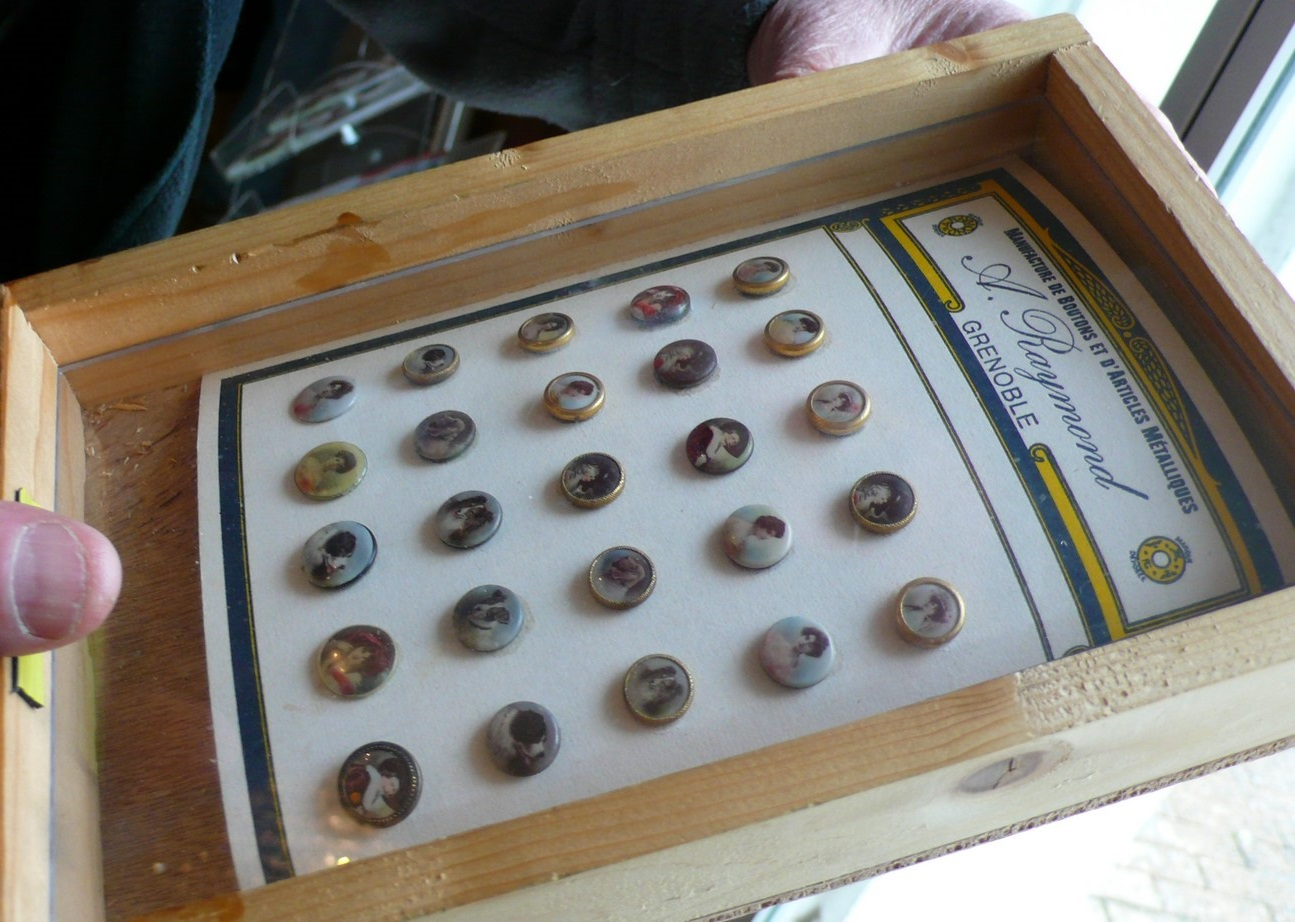
Les boutons coroso, primés en 1900.

Le fondateur de la dynastie meurt en 1913. Achille Raymond reprend la direction de la société. En 1914 les autorités allemandes réquisitionnent pour l'armée l'usine de Lörrach, mais les boutons-pression trouvent un nouveau marché avec les équipements militaires et Achille Raymond se lance aussi dans la fabrication d’amorces pour balles et petits obus. Après la guerre le marché de la ganterie ne reprend pas et la société doit se diversifier pour survivre. Outre les rivets, œillets et tourniquets, elle fabrique toutes sortes de fixations et de fermetures métalliques : fermetures à glissière (Vitex), épingles de cravate, fermoirs de boites, dés à coudre, boucles de ceinture, etc.
Mais depuis 1936 et la conception des premiers clips en acier trempé à ressort pour fixer des moulures sur les carrosseries des voitures, les deux entreprises travaillent essentiellement pour l'automobile.
En 1933, Jean Perrochat succède à Marius Conil à la direction de l'usine de Lörrach et sera un personnage clé de la renaissance de l'entreprise allemande, en 1946. Il dirigera l'établissement jusqu'en 1975.
En 1939, l’usine de Lörrach passe sous autorité allemande, celle de Grenoble doit faire face à la mobilisation. Au décès d'Achille Raymond en 1941, son fils Albert-Victor prend sa succession. Il réussit à mettre l'usine de Grenoble suffisamment au ralenti entre 1943 et la Libération pour éviter de produire de l'armement pour l'occupant allemand.

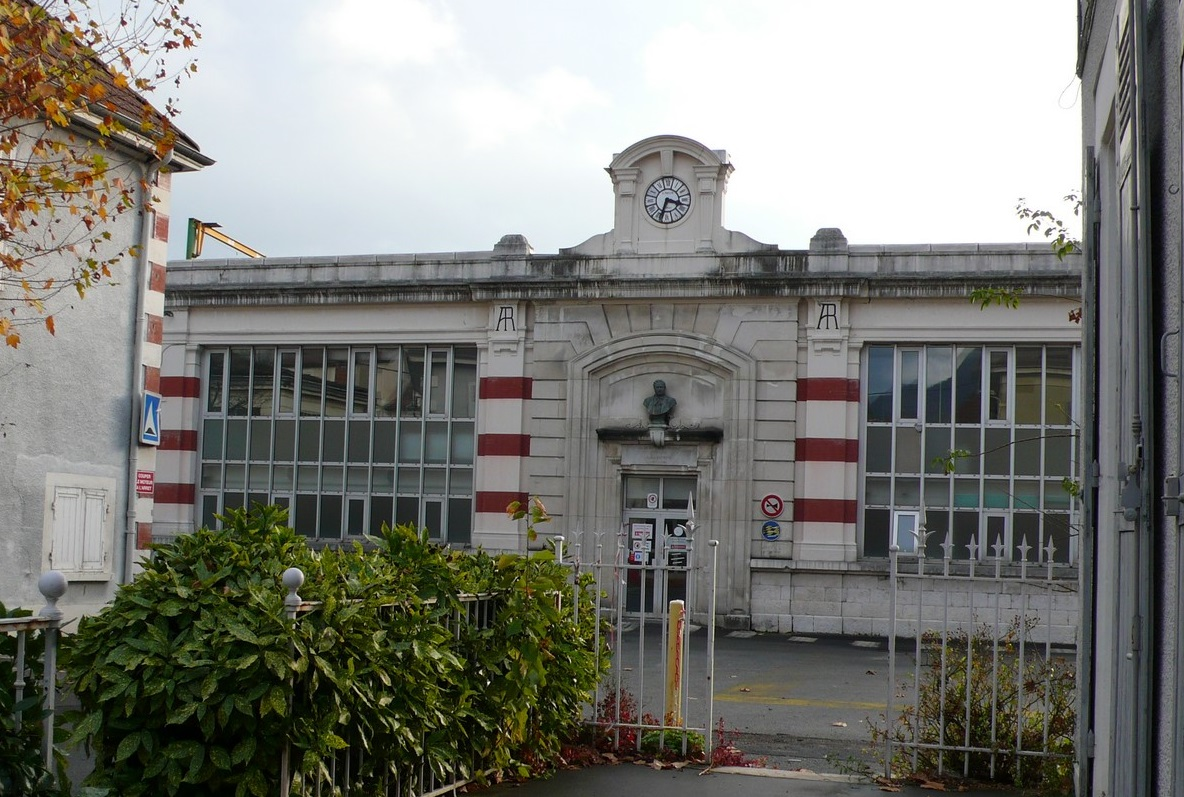
Bâtiment des ateliers historiques, en service jusqu'en 2014.

En 1946, l'entreprise installée à Lörrach travaille déjà pour le marché automobile renaissant, alors que l'usine de Grenoble reste tournée vers les industries du textile et du cuir, avant de se reconvertir à son tour vers le marché automobile dans les années 1950. En 2010, ce secteur représente 94 % des ventes et le groupe fournit la quasi-totalité des constructeurs mondiaux.
En 1955, les deux usines A.Raymond s'équipent de presses à injection et se lancent dans la fabrication de pièces de fixation en plastique (rivets, fermetures à glissières). L'entrée dans la modernité a lieu dans les années 1960 avec Alain Raymond : création des bureaux d'études français et allemand, comptabilité analytique, début de l'informatique, gestion de la production, nouvelles technologies. En 1970, des machines automatiques posent les boutons-pression, œillets, et rivets, et des brevets sont déposés pour des fixations pour le bâtiment et les chantiers navals[source insuffisante].

### Ouverture à l'international
En 1972, ARaymond étend ses activités à l'international, ouvrant une succursale en Espagne où Renault déploie un site d'assemblage (Raymond Tecniacero SAU), puis en 1980 une en Italie pour être proche de Fiat (ARaymond Italiana S.r.l.). La même année, l'usine allemande prend son autonomie et devient la société A.Raymond GmbH & Co. KG. En 1985, A.Raymond SARL (France) accède à la grande distribution avec sa filiale Rayfix (vis pour parois creuses).
En 1986, quand le bouton-pression a fêté ses cent ans, les produits qui ont lancé ARaymond représentaient encore 10 % de l'activité globale, mais en 1999, la mondialisation et la délocalisation de la production textile entraînent l'arrêt de l'activité historique. Entre-temps, en 1989, l'entreprise s'est lancée dans la connectique des fluides, créant des raccords pour les circuits de carburants automobiles. A.Raymond Inc. est créé aux États-Unis puis en 1991 A.Raymond Ltd. [vente et service d'ingénierie] en Grande-Bretagne. La même année, ARaymond-France installe à Saint-Égrève un nouveau site de fabrication, sous le régime de la société par actions simplifiée (SAS).
En 1993, A.Raymond Jablonec s.r.o. est installé en République tchèque ; en 1996 A.Raymond Fasteners (Zhenjiang) Co.,Ltd. en Chine et A.Raymond Brasil Ltda au Brésil.  
En 1997, est construit au Japon A Raymond Japan Co. Ltd. (site de production de fixations rapides), et à Grenoble s'ouvre A Raybond EURL [technologies de collage].
En 1999, quand Alain Raymond prend sa retraite, son fils ainé, Antoine, entré dans l'entreprise familiale en 1987, lui succède.
Il s'associe avec Kamax, fabricant belge de fixations pour l'industrie automobile, pour créer une coentreprise FACIL & Cie. En 2000, la société FACIL devient le fournisseur exclusif de la totalité des fixations sur la Ford Mondeo II, fabriquée en Belgique, appliquant pour la première fois le concept de  Full Service Provider (fournisseur de services complets) à un modèle de grande série.

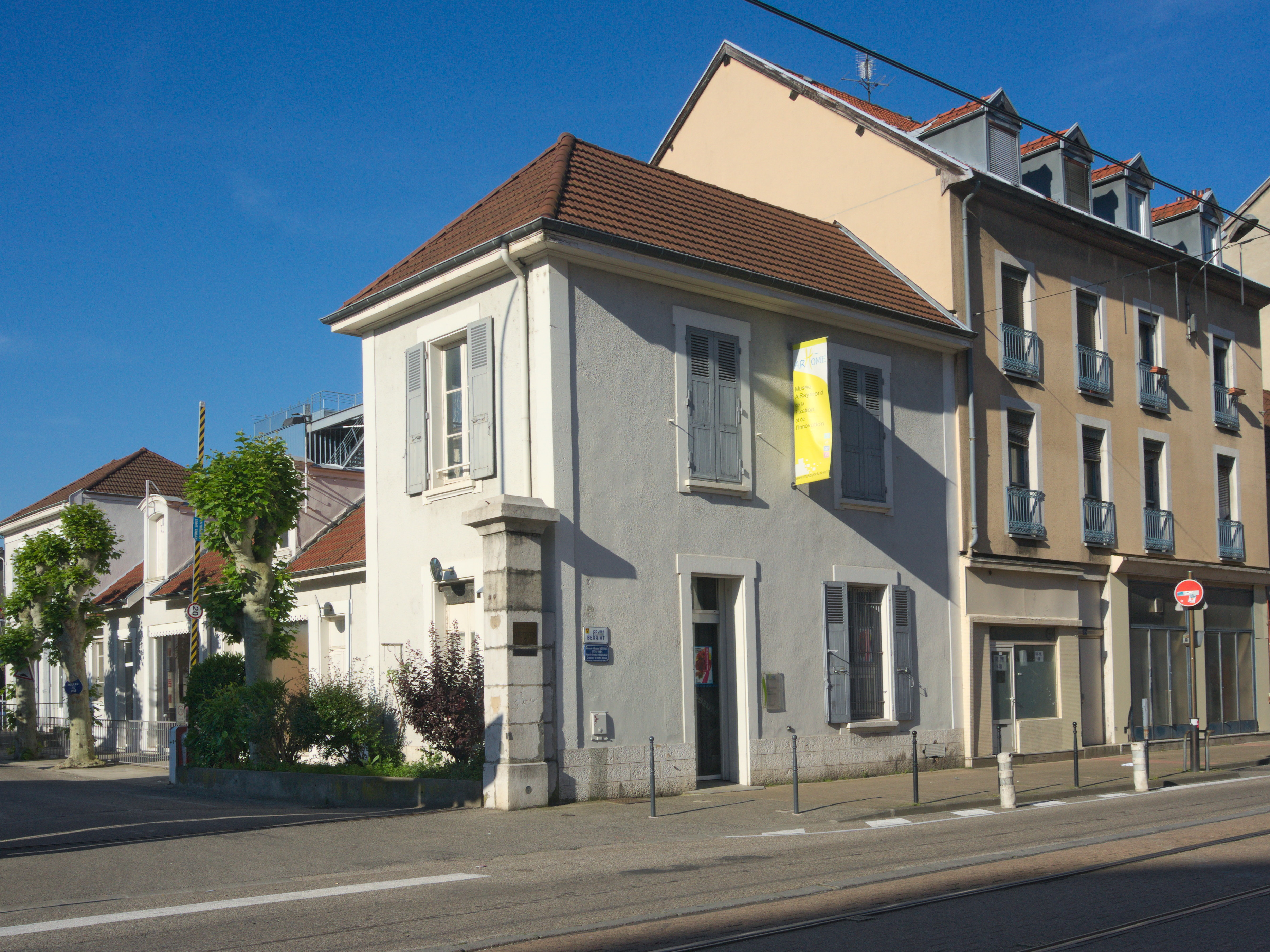
Le bâtiment du musée ARHome, à droite de l'entrée du site historique.

Quatre sites voient le jour en 2005 : en Turquie, A Raymond Ltd. Sti. ; aux États-Unis, Rayconnect, Inc. [fixations rapides] ; à Hong Kong, A Raymond - Pacific Sight Ltd [fabrication de moules], en France, Raymold SAS [fabrication de moules] ; ainsi que Raygroup SASU  (conseil pour les affaires et autres conseils de gestion)[source insuffisante].
Cette même année, dans l'emprise du site historique, est inauguré ARhome [musée privé de la fixation et de l'innovation].
En 2006 est créé Rayconnect Int. SASU, sur deux sites : Grenoble Technisud (en France) et Bremgarten (en Allemagne) ainsi que la  coentreprise Raywal, avec le groupe néerlandais Walraven [pour la distribution des fixations destinées aux professionnels du bâtiment].
En 2007 s'ouvrent A Raymond Fasteners India Private Ltd en Inde, A.Raymond RUS LLC en Russie, Raygreen [AR Tecniacero] en Espagne (marque destinée au marché agricole). Cette même année, ARaymondlife SASU [filiale de A.Raymond SARL], société de fabrication et production de pièces adaptées aux industries de la santé humaine et vétérinaire, est implantée à Saint-Égrève. Agrandie, elle a intégré de nouveaux locaux en 2015,. En février 2021, la construction d'un nouveau site de 30 000 m2 est annoncée afin d'étendre les activités du site de Saint-Égrève. Il devrait voir le jour à une dizaine de kilomètres, à Saint-Jean-de-Moirans et sera composé d'une usine et d'un centre de services pouvant accueillir 450 salariés.
En 2008 est créé le Réseau ARaymond qui s'ouvre à de nouveaux secteurs : industrie, énergies renouvelables, agriculture, santé.
En 2009, ARaymond crée RayCE EURL, centre de recherche et développement dont le siège sera installé en 2011 à Saint-Louis. Avec l'acquisition de la société concurrente Tinnerman, inventeur en 1924 de l'écrou clipsé en acier et spécialiste américain des systèmes métalliques de fixation pour l’automobile et l’industrie, ARaymond renforce sa position sur le marché nord-américain. A.Raymond Tinnerman Manufacturing disposant, grâce aux quatre usines de fixations métalliques de Tinnerman et aux deux sites américains d'ARaymond de pièces en plastique, d’une gamme complète, il peut ainsi accéder à d’autres marchés que celui de l’automobile.
En 2013, le réseau ARaymond renforce sa position[style à revoir] sur le marché des véhicules industriels.
En 2014, la société possède 24 sites de production dans le monde, dont RG Fixations Maroc S.A.R.L.A.U. (créé en 2010 au Maroc) et ARaymond Singapore PTE LTD (créé à Singapour en 2011). 86 % de son chiffre d'affaires est réalisé à l'international.

## Arhome, musée de l'innovation industrielle
Le musée Arhome créé en 2005 à l'occasion du 140e anniversaire de l'entreprise, possède une collection liée à la ganterie grenobloise puis au développement de l'automobile en retraçant l'histoire des établissements Raymond[source insuffisante].
Une partie de la présentation est quant à elle, consacrée aux innovations industrielles qui ont amené le groupe familial à devenir une multinationale leader de son secteur d'activité, ainsi qu'aux productions les plus récentes.

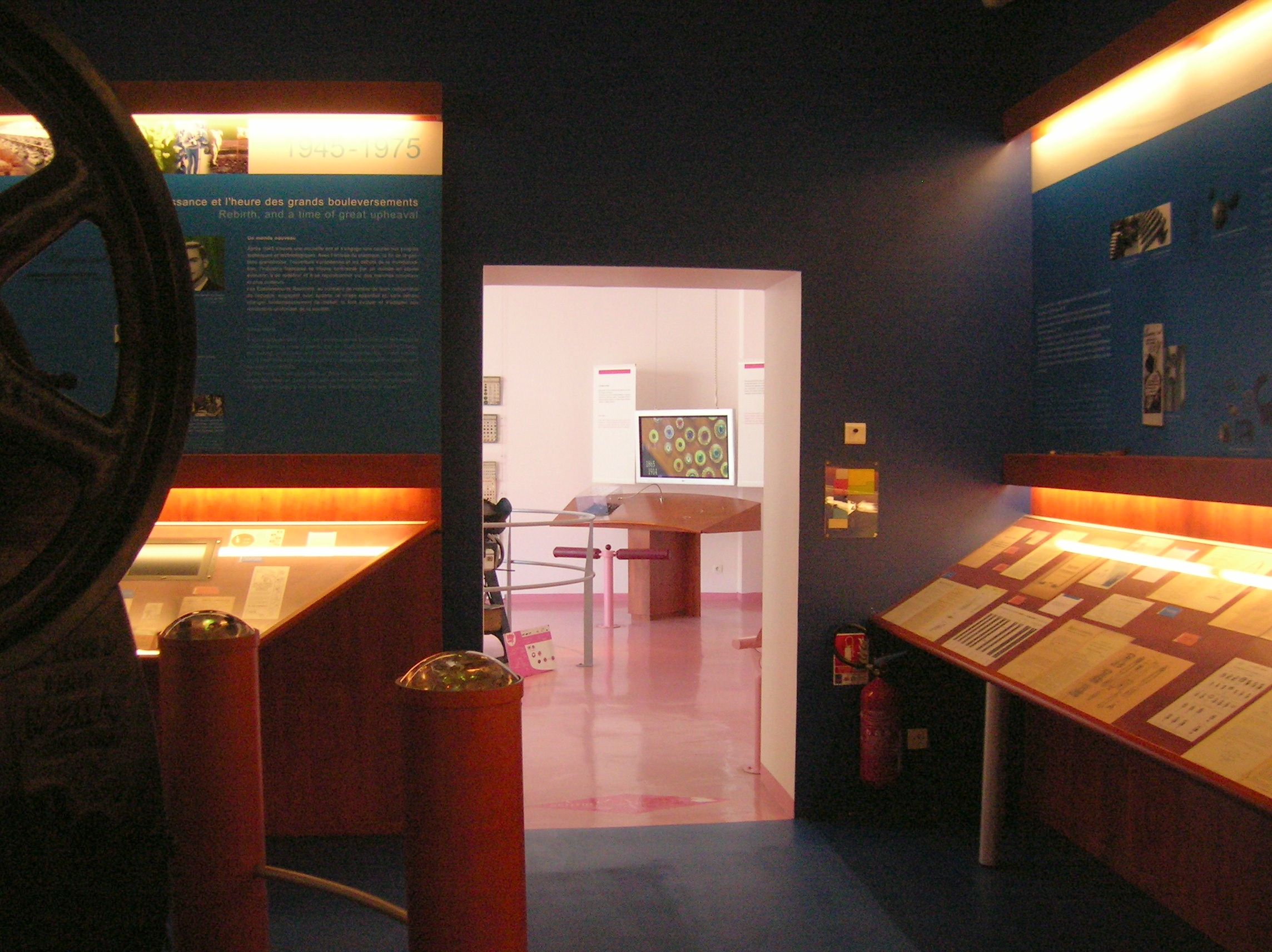
intérieur du musée
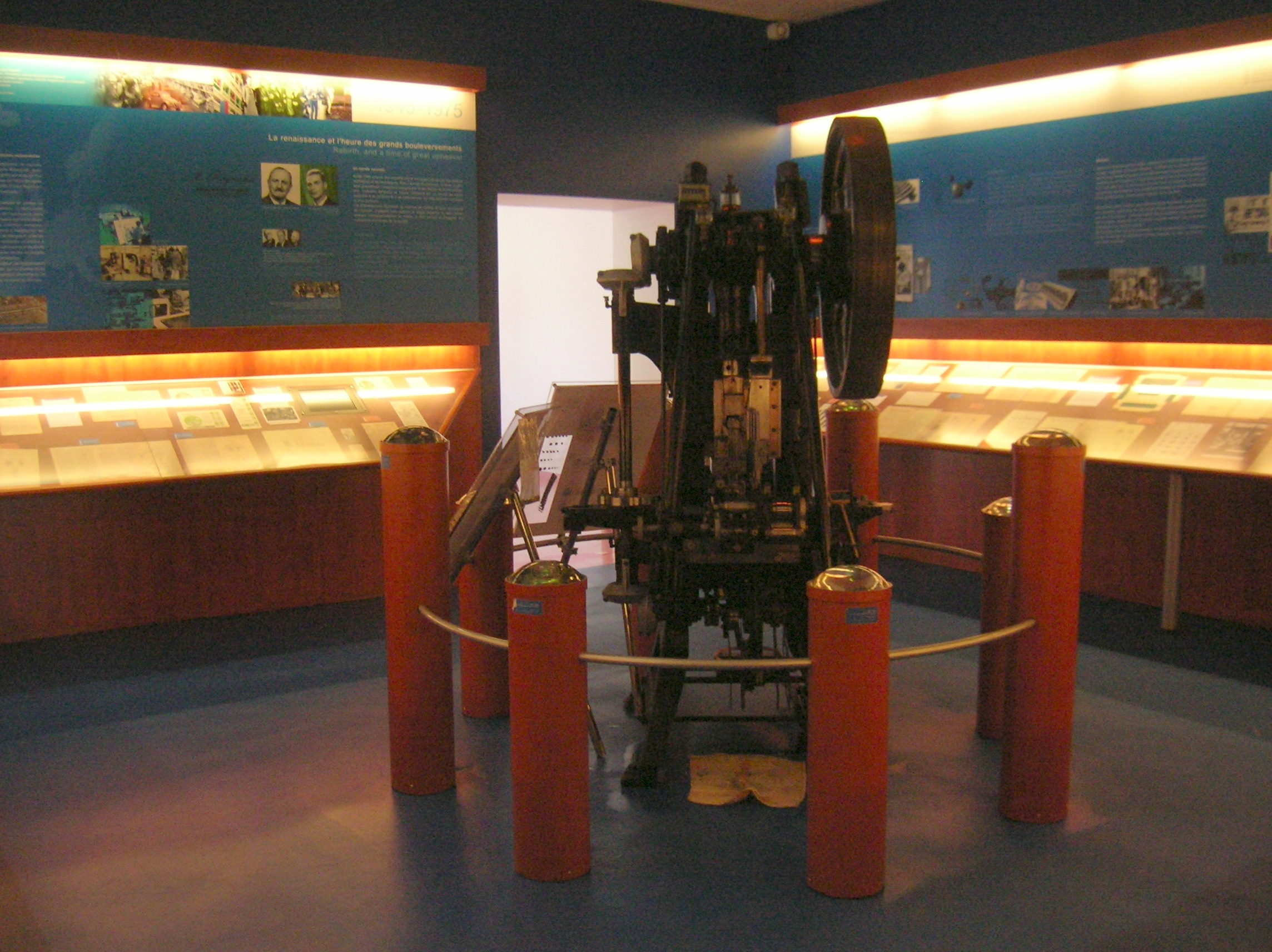
intérieur du musée